# Canton de Pau-Est
Le canton de Pau-Est est un ancien canton français situé dans le département des Pyrénées-Atlantiques et la région Aquitaine.

## Composition

### De 1833 à 1973
Le canton regroupait 10 communes :
- Pau (partie)
- Meillon
- Bizanos
- Nousty
- Artigueloutan
- Ousse
- Lée
- Idron
- Assat
- Aressy
- Jougronier

### De 1973 à 2015
Le canton regroupait 6 communes :
- Artigueloutan
- Idron
- Lée
- Nousty
- Ousse
- Pau (partie)
- Jougronier

## Représentation

### Conseillers généraux de 1833 à 2015
| Période           | Identité                    | Parti                       | Qualité |
| ----------------- | --------------------------- | --------------------------- | --- |
| 1833-1859 (décès) | Jean-Louis Dufau            | Majorité ministérielle      | Premier Président de la Cour de Pau Maire de Pau (1852-1855) Député (1831-1834)                                       |
| 1859-1866         | Patrice O'Quin              | Majorité dynastique         | Avocat, maire de Pau (1860-1865) Député (1852-1865)                                                                   |
| 1866-1889         | Marcel Barthe               | Républicain (Centre gauche) | Avocat Député (1848-1849, 1871-1877, 1878-1882) Sénateur (1882-1900) Président du Conseil Général (1883-1889)         |
| 1889-1922 (décès) | Henri Faisans               | Union républicaine          | Avocat Sénateur (1909-1922) Maire de Pau (1888-1908)                                                                  |
| 1922-1928 (décès) | Camille Servat              | RG                          | Fondateur des auditions lyriques du Jardin des Tuileries à Paris Conseiller municipal de Pau                          |
| 1928-1940         | Pierre Verdenal (1893-1977) | RG                          | Avocat Maire de Pau (1937-1944) Nommé conseiller départemental en 1943 Président du Conseil départemental (1943-1945) |
|                   |                             |                             | |
| 1945-1964         | Roger Delpey                | MRP                         | Quincaillier à Pau |
| 1964-1970         | Pierre Sallenave            | CNI                         | Négociant député (1958-1967 et 1968-1973) sénateur (1974-1983)                                                        |
| 1976-1982         | Jean-André Bednarick        | PS                          | Ingénieur à Lacq |
| 1982-2001         | Martine Lignières-Cassou    | PS                          | Géographe, Députée (1997-2017)                                                                                        |
| 2001-2008         | Françoise Taupiac           | PS                          | Enseignante Adjointe au Maire de Pau                                                                                  |
| 2008-2015         | Jean-François Maison        | PS                          | Conseil en relations publiques et communication Ancien Adjoint au Maire de Pau                                        |

### Conseillers d'arrondissement (de 1833 à 1940)
| Période                                  | Période      | Identité                            | Étiquette | Qualité |
| ---------------------------------------- | ------------ | ----------------------------------- | --------- | --- |
| 1833                                     | 1836         | Jean Gachet                         |           | Juge de paix, propriétaire à Pau                                                                            |
|                                          |              |                                     |           | |
| 1870                                     |              | Paul Rivarès                        |           | Banquier |
|                                          |              |                                     |           | |
|                                          | 1891 (décès) | Eugène Antoine Ribettes (1841-1891) |           | Notaire à Pau                                                                                               |
|                                          |              |                                     |           | |
| 1898                                     |              | Jean-Baptiste Pètre                 |           | Maire d'Assat                                                                                               |
|                                          |              |                                     |           | |
| 1919                                     |              | Henri Belin                         |           | Conseiller municipal de Pau                                                                                 |
|                                          |              |                                     |           | |
| 1928                                     | 1940         | Paul Lacaze                         | URD       | Adjoint au maire de Pau                                                                                     |
| 1940                                     |              |                                     |           | Les conseils d'arrondissement ont été suspendus par la loi du 12 octobre 1940 et n'ont jamais été réactivés |
| Les données manquantes sont à compléter. |              |                                     |           | |

## Démographie
| 1962 | 1968 | 1975 | 1982 | 1990   | 1999   | 2006   | 2011   | 2012   |
| ---- | ---- | ---- | ---- | ------ | ------ | ------ | ------ | ------ |
| -    | -    | -    | -    | 24 803 | 25 828 | 29 127 | 29 576 | 29 364 |

## Pour approfondir